# FC Košice (2018)
L'FC Košice è una società calcistica professionistica slovacca con sede a Košice, che attualmente milita nella Superliga, il massimo livello del calcio slovacco. L'FC Košice è stato fondato nel 2018, da una fusione con l'FK Košice-Barca . Da un punto di vista storico e tradizionale, il club segue il primo club calcistico di Košice, il Kassai Athletikai Club del 1903, in seguito noto come FC VSS Košice, ma da un punto di vista legale è un nuovo club che è ripartito da zero. 

## Storia
Nella stagione 2022/23, l'FC Košice riuscì ad avanzare nella massima serie slovacca dopo aver vinto la seconda divisione.     Per gran parte della stagione, la squadra era rimasta seconda alle spalle dell'FC Tatran Prešov e sembrava che il Košice avrebbe lottato per la promozione nei play-off, ma lo scarso rendimento del Prešov nel finale della stagione ha fatto sì che il Košice vincesse il campionato, ottenendo la promozione diretta. Su 30 partite, il Košice collezionò 20 vittorie, 6 pareggi e solo 4 sconfitte, riportando alla fine quattro punti di vantaggio sul Prešov, secondo in classifica. 

### 2023-24
La prima partita in assoluto del club nella Superliga fu giocata dal Košice il 29 luglio 2023 contro lo Slovan Bratislava. La partita si concluse con un pareggio 0-0.  La prima vittoria arrivò invece il 25 agosto in una partita in trasferta contro lo Zemplín Michalovce vinta per 0-2.   La squadra concluse la stagione al 10° posto su 12 squadre ottenendo 27 punti. 

### 2024-25
Nel 2024-25 il Košice chiuse la stagione al quinto posto e giocò la semifinale dei play-off della Superliga per un posto in Europa, che però perse contro l'FK Železiarne Podbrezová ai rigori.   Nonostante la sconfitta, al Košice fu assegnato un posto nella UEFA Conference League dopo che l'FC DAC 1904 Dunajská Streda fu squalificato a causa della proprietà comune con un'altra squadra partecipante alla Conference League. 

## Allenatori
| Anno            | Nome                       |
| --------------- | -------------------------- |
| 2017 – 2019     | Miroslav Sovič             |
| 2019            | Gejza Farkaš               |
| 2019 - 2020     | Marek Fabuľa               |
| 2020 - 2021     | Peter Šinglár (ad interim) |
| 2021 - 2022     | Jozef Vukušič              |
| 2022 - 2023     | Anton Šoltis               |
| 2023 - 2024     | Ján Kozák                  |
| 2024            | Gergely Geri               |
| 2024 – corrente | Roman Skuhravý             |

## Rosa 2025-2026
Rosa aggiornata al 23 luglio 2025.
| N. |                        | Ruolo | Calciatore      |
| -- | ---------------------- | ----- | --------------- |
| 1  | Slovacchia (bandiera)  | P     | Dávid Šípoš     |
| 2  | Spagna (bandiera)      | D     | Erlantz Palacín |
| 5  | Slovacchia (bandiera)  | D     | Jakub Jakubko   |
| 6  | Austria (bandiera)     | D     | Mario Pejazić   |
| 7  | Slovacchia (bandiera)  | C     | Milan Dimun     |
| 8  | Slovacchia (bandiera)  | C     | Dávid Gallovič  |
| 9  | Slovacchia (bandiera)  | A     | Roman Čerepkai  |
| 10 | Stati Uniti (bandiera) | A     | Zyen Jones      |
| 13 | Slovacchia (bandiera)  | C     | Matej Jakúbek   |
| 15 | Slovacchia (bandiera)  | C     | Miroslav Sovič  |
| 16 | Slovacchia (bandiera)  | C     | Michal Domik    |
| 18 | Slovacchia (bandiera)  | C     | Rastislav Korba |
| 19 | Slovacchia (bandiera)  | A     | Adam Goljan     |
| 20 | Slovacchia (bandiera)  | D     | Ján Krivák      |

| N. |                         | Ruolo | Calciatore       |
| -- | ----------------------- | ----- | ---------------- |
| 21 | Slovacchia (bandiera)   | D     | Daniel Magda     |
| 22 | Slovacchia (bandiera)   | P     | Matúš Kira       |
| 23 | Slovacchia (bandiera)   | D     | Matej Madleňák   |
| 24 | Slovacchia (bandiera)   | D     | Dominik Kružliak |
| 25 | Slovacchia (bandiera)   | C     | Marek Zsigmund   |
| 27 | Croazia (bandiera)      | A     | Karlo Miljanić   |
| 29 | Sierra Leone (bandiera) | D     | Osman Kakay      |
| 30 | Slovacchia (bandiera)   | P     | Filip Kalinin    |
| 31 | Austria (bandiera)      | D     | Emilian Metu     |
| 77 | Slovacchia (bandiera)   | A     | Milan Rehuš      |
| 87 | Montenegro (bandiera)   | A     | Vladimir Perišič |
| 90 | Slovacchia (bandiera)   | D     | Dominik Veselý   |
|    | Slovacchia (bandiera)   | P     | Michal Kováčik   |
|    | Slovacchia (bandiera)   | C     | Juraj Teplan     |